# Ludwig Heinrich (Pfalz-Simmern)
Ludwig Heinrich Moritz von Pfalz-Simmern (* 11. Oktober 1640 in Sedan; † 3. Januar 1674 in Kreuznach) war ein Pfalzgraf und Herzog von Simmern-Kaiserslautern.

## Leben
Ludwig Heinrich Moritz war der einzige überlebende Sohn des Pfalzgrafen Ludwig Philipp von Simmern-Kaiserslautern (1602–1655) aus dessen Ehe mit Marie Eleonore (1607–1675), Tochter des Kurfürsten Joachim Friedrich von Brandenburg. Der Prinz wurde in Sedan geboren, wohin seine Eltern vor dem Dreißigjährigen Krieg geflohen waren.
Er folgte, unter Vormundschaft seiner Mutter und des Kurfürsten Karl Ludwig von der Pfalz, seinem Vater 1655 im Fürstentum Simmern. Er heiratete am 23. September 1666 in Kleve Marie (1642–1688), Tochter des Fürsten Friedrich Heinrich von Oranien. Die Ehe, die im Gegensatz zu der ihrer Schwestern eher aus Neigung als aus politischen Gründen geschlossen wurde, blieb kinderlos.
Ludwig Heinrich Moritz starb, ohne Erben zu hinterlassen, weshalb die so genannte jüngere Linie Pfalz-Simmern erlosch und das Fürstentum Simmern an Kurfürst Karl Ludwig von der Pfalz, den nächsten Agnaten des Pfalzgrafen, fiel.
Ludwig Heinrich Moritz wurde in der Stadtkirche St. Stephan in Simmern beigesetzt.